# 小島谷駅
小島谷駅（おじまやえき）は、新潟県長岡市小島谷字分田にある、東日本旅客鉄道（JR東日本）越後線の駅である。

## 歴史
- 1913年（大正2年）4月20日：越後鉄道・出雲崎 - 地蔵堂間開通の際に与板駅（よいたえき）として開業[1]。
- 1915年（大正4年）10月1日：小島谷駅に改称[3]。
- 1927年（昭和2年）10月1日：越後鉄道が国有化[4]。鉄道省越後線所属となる[5]。
- 1948年（昭和23年）6月1日：公共企業体日本国有鉄道（国鉄）が発足。
- 1971年（昭和46年）
  - 10月6日：駅舎を改築[6]。
  - 11月1日：貨物の扱いを廃止[4][7]。
- 1982年（昭和57年）5月31日：全線でのCTC導入に伴い、業務委託駅となる[8][9]。
- 1984年（昭和59年）
  - この年：駅員無配置駅となる[10]。
  - 2月1日：荷物の扱いを廃止[4]。
- 1987年（昭和62年）4月1日：国鉄分割民営化により、東日本旅客鉄道（JR東日本）の駅となる[4]。
- 2004年（平成16年）11月30日：駅業務の簡易委託を解除し、無人化。同時に自動券売機を設置。
- 2016年（平成28年）1月26日：自動券売機を撤去し、乗車駅証明書発行機を設置。

## 駅構造
相対式ホーム2面2線を有する地上駅で、ホーム間は跨線橋で連絡している。駅構内には化粧室などが設置されている。
2004年（平成16年）までは簡易委託駅であったが、現在は無人駅で、燕三条駅が管理する。

### のりば
| 番線 | 路線    | 方向               | 行先               |
| ---- | ------- | ------------------ | ------------------ |
| 1    | ■越後線 | 下り               | 吉田・新潟方面     |
| 1    | ■越後線 | 上り               | 柏崎方面           |
| 2    | ■越後線 | （行き違い時のみ） | （行き違い時のみ） |

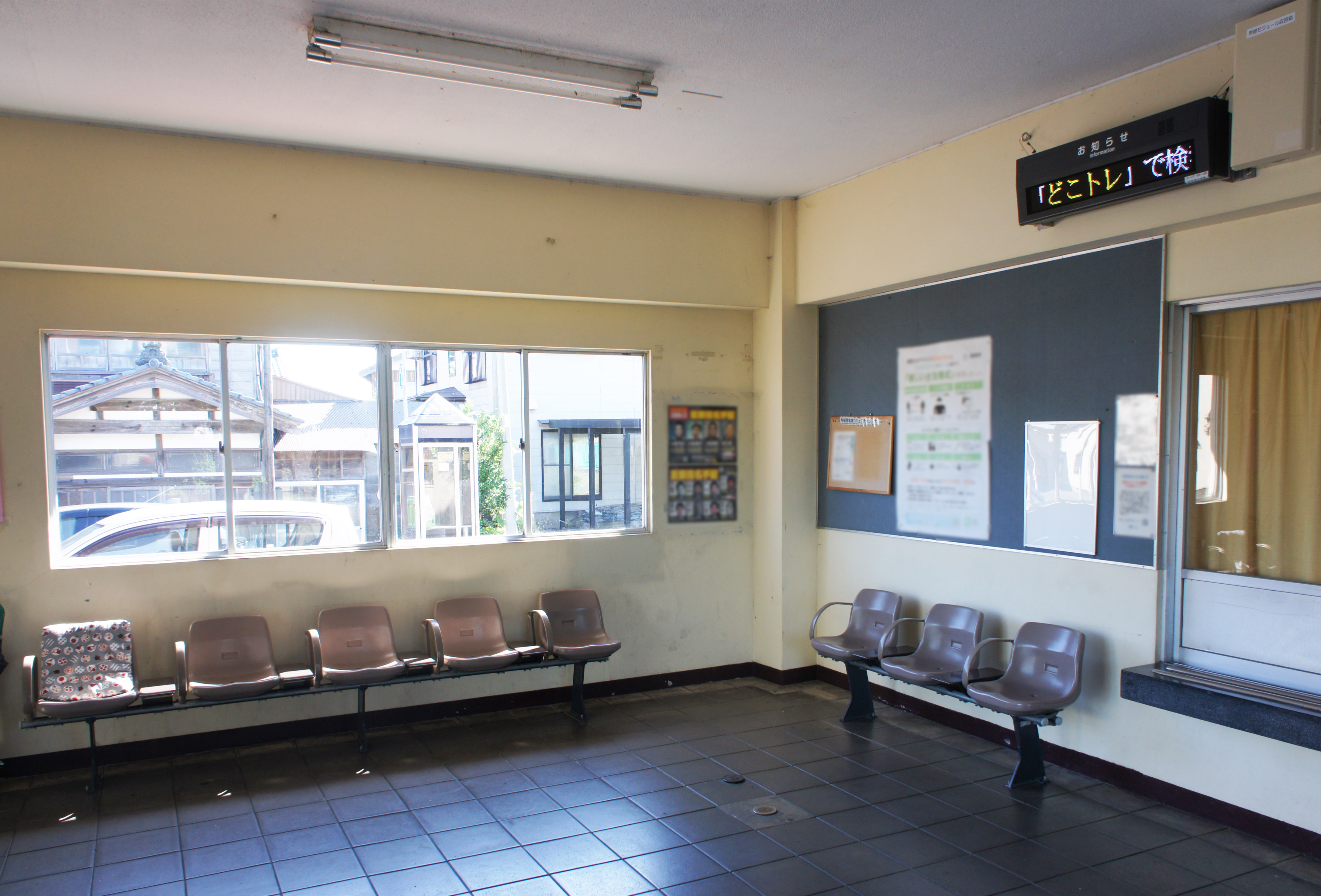
待合室（2021年9月）
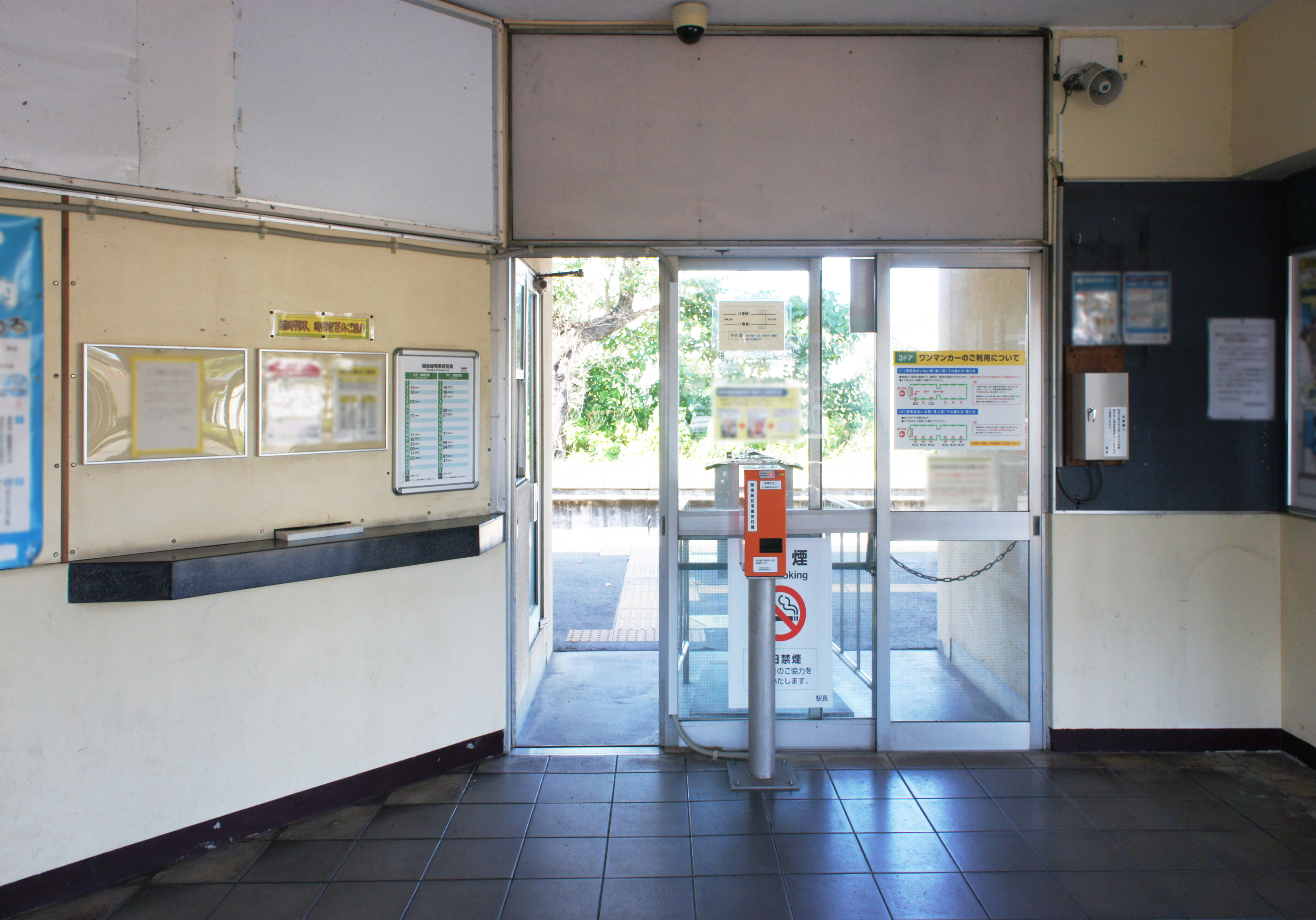
ホーム出入口（2021年9月）
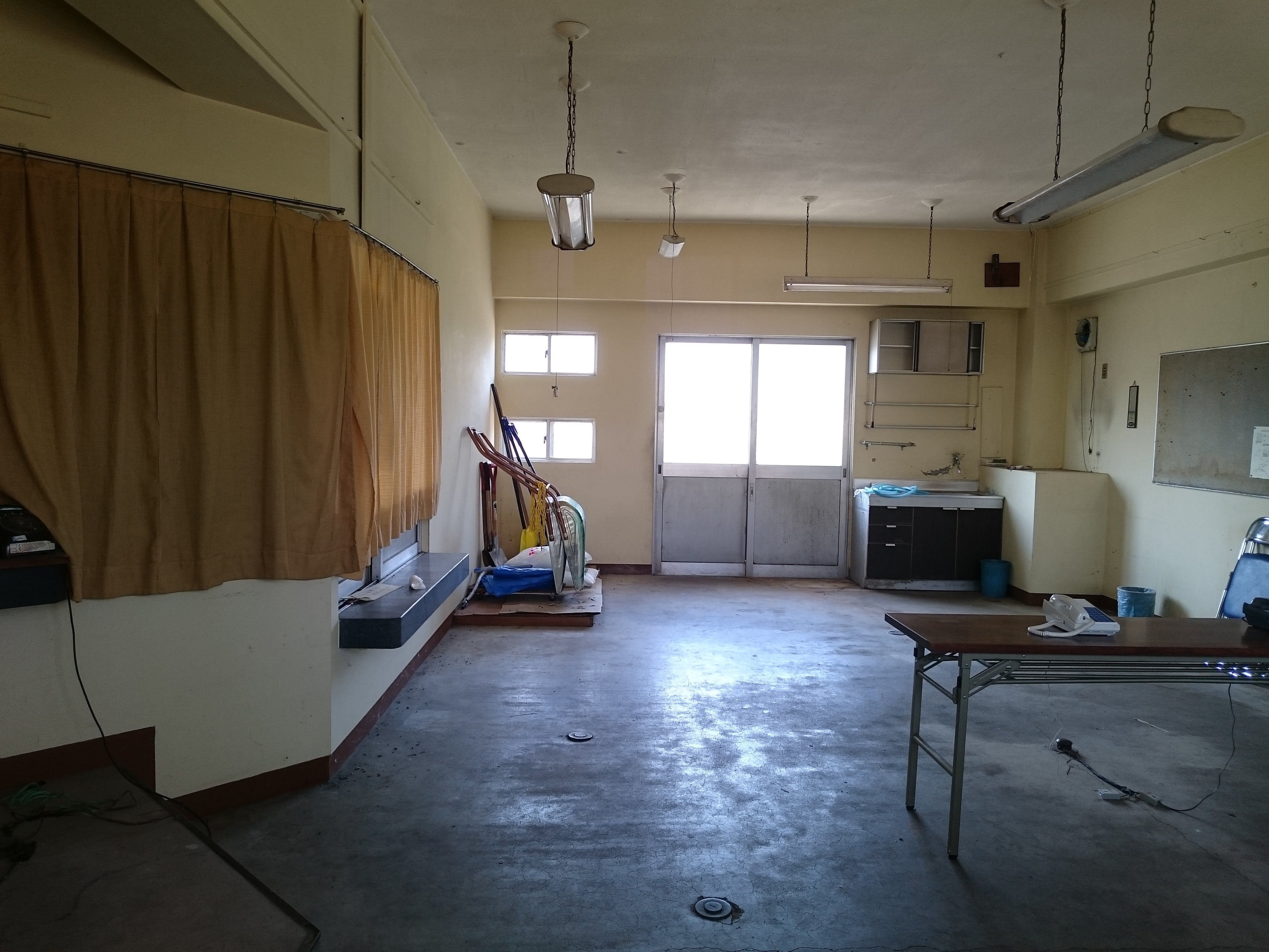
駅事務室（2019年5月）
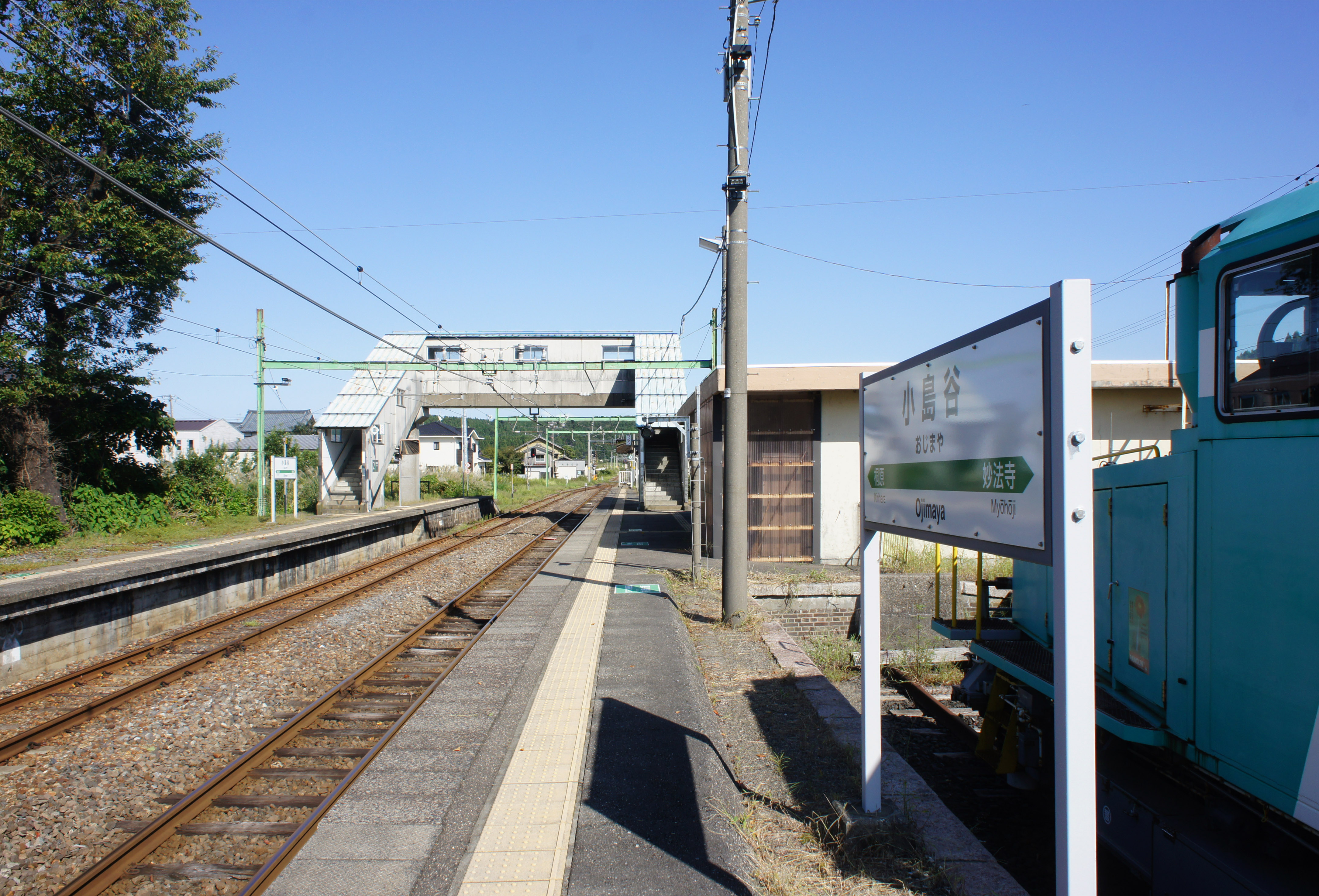
ホーム（2021年9月）

## 利用状況
「長岡市統計年鑑」によると、2009年度（平成21年度）・2010年度（平成22年度）の1日平均乗車人員は以下のとおりであった。
| 乗車人員推移       | 乗車人員推移     | 乗車人員推移 |
| 年度               | 1日平均 乗車人員 | 出典         |
| ------------------ | ---------------- | ------------ |
| 2009年（平成21年） | 110              | [ 12 ]       |
| 2010年（平成22年） | 110              | [ 13 ]       |

## 駅周辺

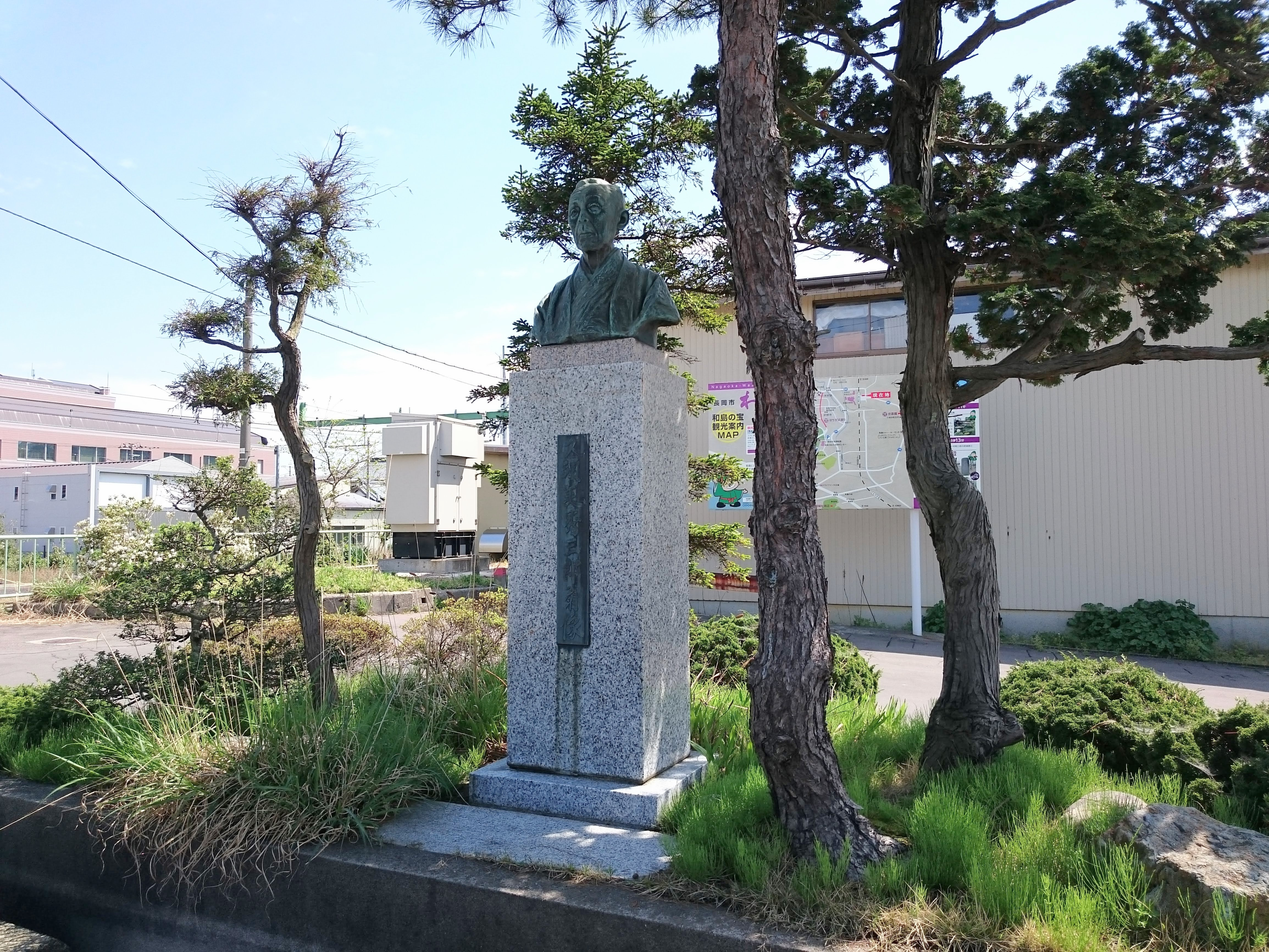
久須美秀三郎の胸像

駅前広場には越後線の前身である越後鉄道の創始者、久須美秀三郎の胸像がある。
- 新潟県道69号長岡和島線
- 新潟県道574号寺泊西山線
- 長岡市役所 和島支所（旧：和島村役場）
- 長岡市立和島小学校
- 住雲園
  - 越後線・弥彦線の前身にあたる越後鉄道の創始者・久須美家の邸宅[1][14]。
- 久須美酒造（清泉、夏子物語）
  - 漫画「夏子の酒」のモデルとなった蔵元。作中にも登場し、フジテレビ系でドラマ化された際には、小島谷駅でもロケが行われた。
- はちすば通り
  - 良寛にまつわる史跡が点在する[15]。
- 道の駅良寛の里わしま（国道116号 和島バイパス沿い）
- 越後交通「小島谷駅前」停留所 - 長岡駅前方面[16]

## 隣の駅
東日本旅客鉄道（JR東日本）
■越後線
妙法寺駅 - 小島谷駅 - 桐原駅